# Lavotsjkin La-5
De Lavotsjkin La-5 (Russisch: Лавочкин Ла-5) was een Sovjet-jachtvliegtuig tijdens de Tweede Wereldoorlog, ontworpen door Semjon Alexejevitsj Lavotsjkin.

## Geschiedenis
De La-5 was een ontwikkeling en verbetering van de LaGG-3. De LaGG-3 was ten opzichte van de jagers van de Luftwaffe ondergekwalificeerd, onder andere door onvoldoende motorvermogen.
In 1941 begon Lavotsjkin de opvolger van de LaGG-3 te ontwikkelen. De plaatsing van een nieuwe neus op een LaGG-3 met daarin de Sjvetsov ASj-82-stermotor had gunstige gevolgen voor de bedieningskarakteristieken van het toestel. Testpiloten van de VVS concludeerden dat het toestel superieur aan de Jak-7 was en verdere intensieve testen begonnen in april 1942.
In juli 1942 gaf Stalin opdracht tot de serieproductie van het vliegtuig, dat onderwijl als La-5 aangeduid werd. De prestaties van het vliegtuig in de strijd in het zuiden van de USSR waren zo goed dat het de bijnaam „Houten Redder van Stalingrad“ kreeg.
De La-5F was een versie met de opgevoerde Sjvetsnov ASj-82F-motor, een nieuwe cockpit en verkleinde achterromp om de piloot een beter zicht te geven. De La-5FN had een injectiemotor en gereduceerd gewicht. Deze uitvoering verscheen in de zomer van 1943 en werd ingezet bij de Slag om Koersk.
Andere versies waren de La-5UTI-trainerversie en de La-5WI, een versie die werd aangedreven met een Gloesjko RD-1-raketmotor. Sergej Koroljov zou aan dit laatste project hebben meegewerkt.
In totaal werden 9.920 La-5s van verschillende versies geproduceerd. Sommige La-5's kregen drie Berezin B-20-snelvuurkanonnen in de neus geplaatst.
Tegen 1943 was de La-5 de hoeksteen van de VVS geworden, maar de bedenker van het toestel, Semjon Lavotsjkin, en ook de ingenieurs bij TsAGI vonden dat ze het konden verbeteren. Dit leidde tot de ontwikkeling van de La-7.

## Gebruikers
Tsjecho-Slowakije
- Tsjecho-Slowaakse Luchtmacht

 Polen
- Poolse Volksluchtmacht

 Sovjet-Unie
- Luchtmacht van de Sovjet-Unie

## Verwante onderwerpen

### Gerelateerd
- LaGG-3
- La-7

### Vergelijkbare vliegtuigen
- Focke-Wulf Fw 190
- Kawasaki Ki-100
- P-51 Mustang
- Supermarine Spitfire
- Polikarpov I-185